# Oxidercia generatrix
Oxidercia generatrix là một loài bướm đêm trong họ Noctuidae.